# 伊輔
伊輔，CMG，QPM，CPM[?]（1912年3月18日—2002年7月29日），英國殖民地資深警務人員，1959年4月至1966年12月出任香港警務處處長。
伊輔於1931年加入英屬背風群島警隊，任職見習副督察，1935年以助理警司身份調往香港警隊。二戰以前，他曾經在廣州學習廣東話，又借調至英屬印度旁遮普省警隊接受訓練及學習烏爾都語。伊輔在1941年參與香港保衛戰，香港淪陷後遭日方囚禁於赤柱拘留營，至日本於1945年無條件投降後才獲得釋放。
香港重光後，伊輔重新加入香港警隊，他在1947年獲擢升為警司，復於1950年升任警務處助理處長，任內籌組了反貪污部及改組刑事偵緝處。1959年出任警務處處長以前，他曾經在1954年、1956年和1958年署任警務處副處長，另外又在1948年獲保送到英國諾定咸修讀法證課程、1953年於倫敦蘇格蘭場政治部和軍情五處接受特訓、以及在1957年再一次於英國參與高級警務人員保安訓練。
在警務處處長任內，伊輔處理中國難民湧來香港所衍生的種種治安問題，並積極擴充警隊的人手和規模。在其治下，警隊還於1961年偵破了曾昭科間諜案，以及在1966年4月與駐港英軍聯手平息九龍騷動。伊輔後來出席港府的九龍騷動調查委員會，罕有地公開承認警隊內確實存在貪污問題，惟辯稱不少個案是中國傳統文化使然，難有調查結果。

## 生平

### 早年生涯
伊輔在1912年3月18日生於英屬西印度群島蒙塞拉特，父母分別是禾夫頓·傑拉德·希斯醫生（Dr Wroughton Gerald Heath）和莉莉安·碧翠斯·豪斯（Lilian Beatrix Howes），祖上源自英國，但數代均在當地生活。伊輔的父親在殖民地政府任職醫務官，後來曾任蒙塞拉特的行政立法兩局議員。
伊輔幼年就讀於英國告羅士打郡克洛斯司祭長學校（Dean Close School），後來到默西賽德郡升讀皇家海軍的「HMS康威號」（HMS Conway），在練習船上接受海軍訓練。他在學的時候尤其善於欖球和木球。然而，伊輔認為自己不適合海軍生活，因此未有完成訓練便返回西印度英屬背風群島。正好當時的背風群島總督是伊輔父親的友人，在他的建議下，伊輔決定投身殖民地警隊，並到北愛爾蘭唐郡紐敦納茲的皇家阿爾斯特警隊警校接受警務訓練。

### 警務生涯
在警校完成訓練後，伊輔在1931年加入背風群島的殖民地警隊，於安提瓜島任職見習副督察。數年後，他在1935年獲擢升為助理警司，並在他的主動要求下於同年3月外調到香港警隊任職。起初，他被送往廣州學習廣東話，期間遊歷華南各地，到1937年7月才重返警隊，並於同年奉委官守太平紳士。在廣州兩年的生活，讓他說得一口比外省人更流利的廣東話，也使他成為了一位了解地道文化的中國通，對他在香港工作起重要幫助。加入香港警隊初期，他曾任職於地方警區、刑事偵緝處和政治部等部門。

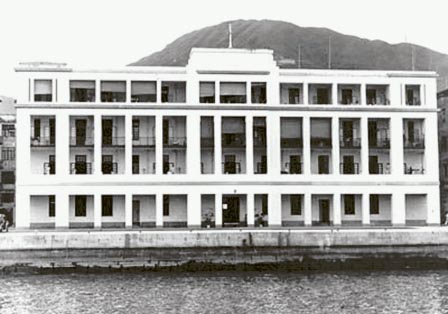
伊輔在1941年香港保衛戰期間駐守遭受日方猛烈轟炸的灣仔警署，負責指揮警隊抵抗日軍入侵

第二次世界大戰在1939年爆發後，初時香港雖然未受直接波及，但是伊輔即向殖民地部提出加入英軍服役。他在1940年被安排到英國告羅士打郡福爾菲爾德（Falfield）接受民事防衛班的訓練，同年卻獲轉送到英屬印度旁遮普省省會拉合爾（今位於巴基斯坦），在當地警隊接受進一步的培訓，而且還在翌年通過了烏爾都語的所有考試。
1941年11月，伊輔學成返回香港警隊任職，然而同年12月8日，日本發動了太平洋戰爭，並且揮軍香港，香港保衛戰一觸即發。在戰事期間，伊輔以港島東區指揮官的身份，駐守遭受日方猛烈轟炸的灣仔警署，負責指揮警隊抵抗日軍入侵。然而，由於駐港守軍寡不敵眾，港督楊慕琦爵士在同年12月25日向日方無條件投降，為三年零八個月的日治時期揭開序幕。在淪陷期間，伊輔與不少外籍人士一樣遭日方拘禁於赤柱拘留營內，到1945年9月日本無條件投降後才得以獲釋。戰時的工作為他換來一面1939年至1945年星章、一面太平洋星章、一面國防獎章和一面1939年至1945年大戰獎章。
香港重光後，伊輔重返警隊，並升任警司（追溯至1944年生效）；他在1947年因為薪酬調整被暫降回助理警司職級，到1949年4月才重新升任警司（追溯至1947年生效）。在戰後初年，伊輔於1946年至1947年出任警察訓練學校校長，其後先後擔任九龍及新界區指揮官，並在1948年獲警隊補送回英國諾定咸修讀法證課程。1950年，年僅38歲的伊輔獲升任為警務處助理處長，並且兼任刑事偵緝處處長。在助理處長任內，伊輔負責在1951年至1952年間籌組警隊反貪污部以處理貪污投訴，另外又在1955年改組刑事偵緝處；在1953年，他還被送到倫敦蘇格蘭場政治部和軍情五處接受特訓。
伊輔在1954年、1956年和1958年署任警務處副處長，在1957年更再一次獲補送到英國接受高級警務人員保安訓練，為升任更高級的警務崗位做好準備。在1958年10月，港府宣佈殖民地大臣選以伊輔接替屆滿退休年齡的麥士維出任警務處處長。他隨後在1959年4月1日以署理警務處處長身份履新，復於4月16日正式陞任處長一職。出任警務處長處以前，伊輔曾在1953年6月的英女皇加冕授勳名單獲英廷頒授殖民地警察勞績獎章（CPM）和英女皇伊利沙伯二世加冕獎章；在1957年6月的英女皇壽辰授勳名單，他復獲英廷頒授女皇警察獎章（QPM），以肯定他多年來在香港警務工作方面的表現。

### 警務處長

#### 難民湧入與諜報案
香港警隊在戰後經歷過不少挑戰，由於中國大陸在1949年政權易幟，內地政局動盪，觸發不少難民南逃湧來香港。警方不單止要派駐充足警力管制邊境關卡，還要應對難民湧入連帶衍生的治安、販毒和三合會犯罪等社會問題。在1956年發生的「雙十暴動」中，國民黨和共產黨在市區的流血衝突更演變成暴動，警隊需要派出防暴警察聯合駐港英軍採取行動，才得以維持局勢。
在這種背景下，伊輔就任警務處處長任內依舊要面對內地難民偷渡來港等棘手問題。其中，在1958年，中國大陸發動了「大躍進」，實行「三面紅旗」，可是一連串的政治運動卻造成內地工業停頓，農產歉收，更觸發內地的新一輪難民潮。在「大躍進」初時，由於中方派兵嚴守中港邊境，所以難民人數處於穩定的數字；但到了1962年，中方突然開放邊境，於是一時間內地難民又再度大規模湧入香港，對邊境管制構成沉重的壓力。伊輔任內雖然已增強警力打擊人蛇偷渡，又協助新成立的人民入境事務處管制難民湧來香港和著手遣返難民回到內地，不過成效始終有限，而香港人口更由1961年至1964年的短時間內，由250萬急增至300萬，加重了社會各方面的負擔。

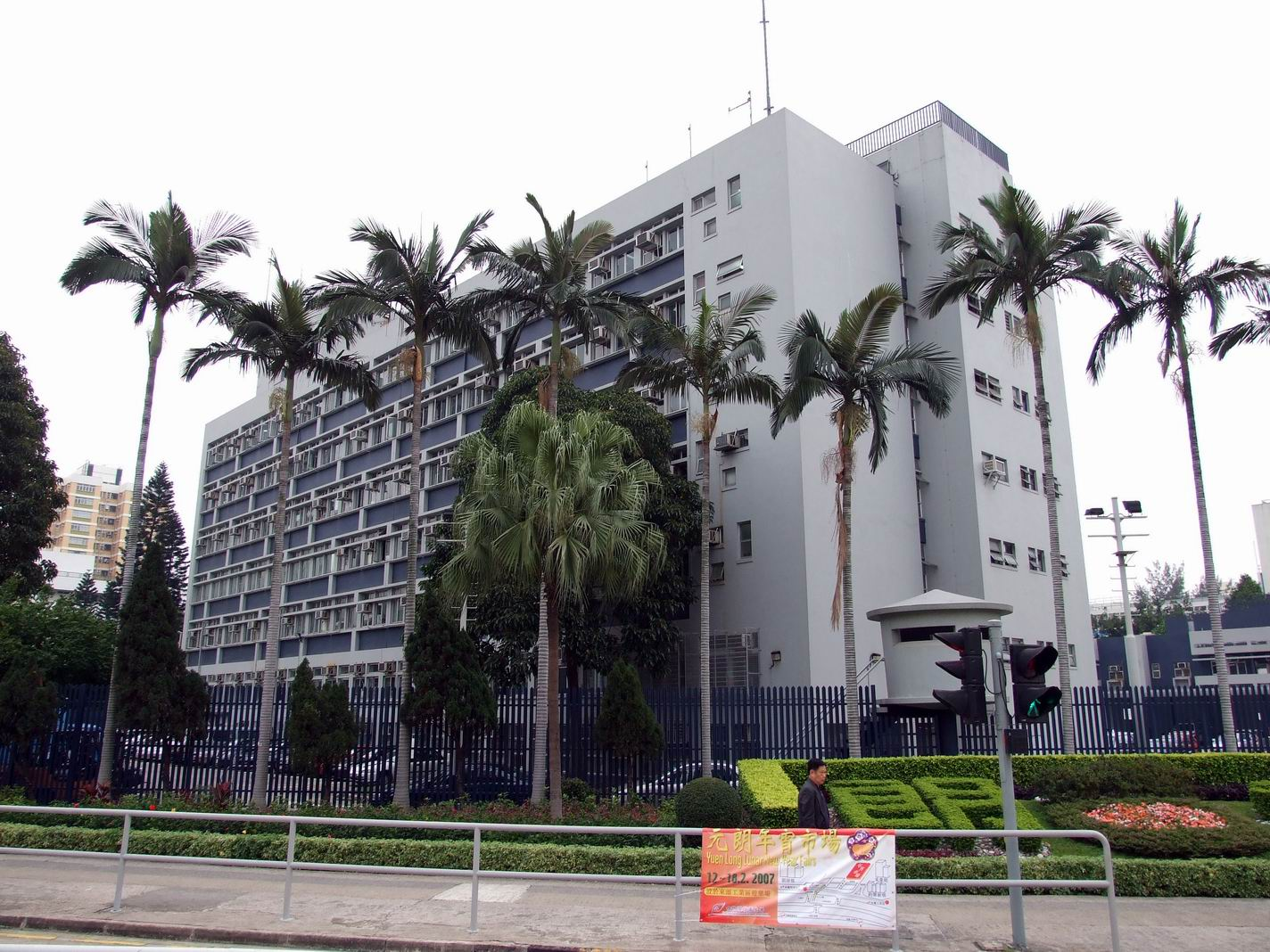
伊輔在1965年10月20日主持元朗警察總部揭幕啟用儀式

另一方面，為了改善新界，特別是元朗一帶的治安，伊輔任內在1963年籌備興建元朗警察總部（即元朗警署），以取代舊有的屏山警署。元朗警察總部在1965年10月20日由他主持揭幕啟用儀式，是當時新界地區規模最大的新式警署，並統率下轄沙田、大埔、八鄉、屏山、流浮山和船灣各地的警署。同時間，為配合警隊發展，伊輔任內大幅增聘人手以應付警隊不同的工作，到1966年卸任的時候，警隊人手已逾13,000人，遠多於戰後初年的1,500人。伊輔還主持興建多座警察宿舍，設法改善警員的待遇，任內由他主持揭幕的警察宿舍計有在1960年10月落成的長沙灣警察宿舍、1963年7月落成的荃灣警察宿舍和1966年5月落成的北角丹拿道已婚警察宿舍等。
伊輔任內的警隊還發生過多宗轟動的事件，當中包括在1961年偵破了曾昭科案。曾昭科是當時少數晉身警隊高層的華人，在警隊內備受器重，他在1960年9月獲港府保送到英國劍橋大學深造，到1961年更以年僅36歲之齡返回香港出任黃竹坑警察訓練學校副校長，職級為助理警司。然而，在1961年10月3日，警隊在政治部主任彭定國主持下突然採取行動，引用《遞解外國人出境條例》（Deportation of Aliens Ordinance）將曾昭科拘捕，一時引起輿論議論紛紛。曾昭科被拘捕後，先後被拘禁於山頂警署和尖沙咀漆咸道軍營，接受政治部的盤問。同年11月30日，曾昭科與另外四名與港府無關的人士一同在羅湖被遞解出境，並為中共方面所接收。曾昭科由被捕、審訊、革除英籍至遞解出境，前後不足兩個月，使到事件撲朔迷離。外界一般相信，曾昭科因從事間諜活動而被遞解出境，但無論是伊輔、警隊、港府、殖民地部，以至中方和曾昭科本人，均拒絕披露曾昭科案的細節，使外界始終無法得悉內情。有消息則指，曾昭科暗地裡為中國蒐集香港政府的高度機密情報，然後透過在澳門的幕後指揮者，把情報轉交到中國大陸，但最終被警隊政治部揭發。

#### 天星小輪加價事件
至於伊輔任內所面對最大的危機，是在1966年4月應對稱之為「六六暴動」的天星小輪加價事件。事件起因源於港府在1966年批准調高多項公共服務收費，其中以天星小輪頭等收費獲准由原本的兩毫上調五仙至兩毫半最引起輿論關注。雖然當時的草根階層大多會乘搭三等座位，未有受到加價影響，但是天星小輪母公司的怡和主席兼董事總經理郝禮士卻揚言「加價後，無能力搭頭等船的可改搭三等」，使到爭議火上加油。同年4月4日，一名25歲青年蘇守忠在中環天星碼頭發起絕食抗議連串加價，蘇守忠翌日被警察控以阻街拘捕，使事件迅即惡化。在4月5日晚上，一批青年在尖沙咀天星碼頭集結聲援蘇守忠，並在九龍發起遊行，沿途吸引不少人群加入，秩序也開始失控。

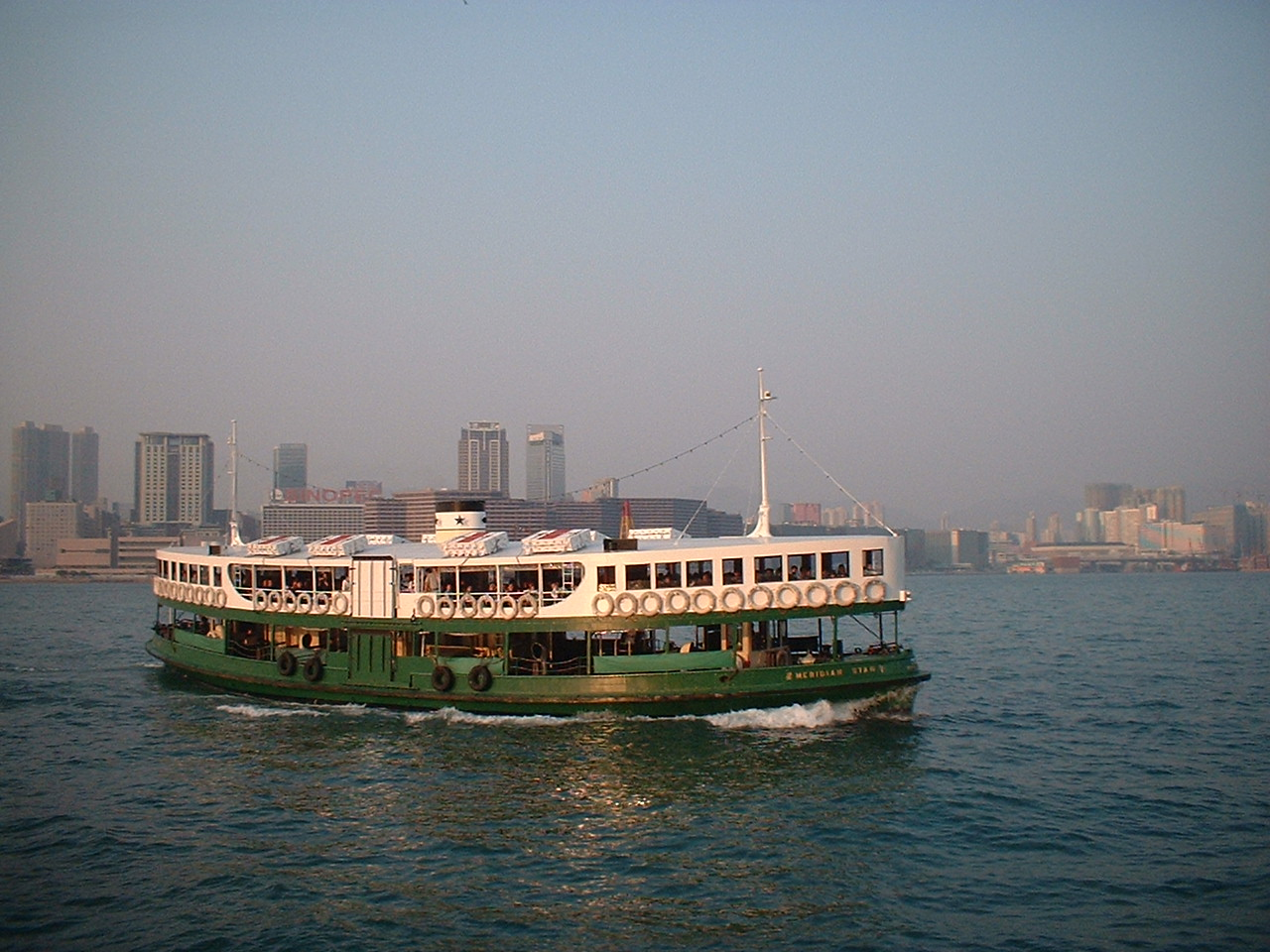
天星小輪加價一事成為了1966年九龍騷動的導火線之一

在4月6日上午，伊輔與各區警司、駐港英軍高層和港府高層代表召開緊急會議，商討局勢。會上雖認為中共和黑社會未有介入事件，但評估當晚可能會再出現騷動，結論警方與英軍須作好應變準備。當晚，九龍多處地區果真發生騷動，暴徒在各處放火，並且搶劫商店和襲擊公共設施，伊輔迅即派出警察訓練分遣隊對付滋事份子，期間發射多枚催淚彈和小量木彈和實彈。及至凌晨1時08分，港督戴麟趾爵士對九龍地區實施宵禁，但暴徒在4月7日晚上再次集結，在旺角彌敦道一帶縱火燒車和搶掠商店，港督除了在凌晨時份再次實施宵禁外，還派出駐港英軍協助警方鎮壓暴動，數百人被捕。在4月8日清晨2時，伊輔乘坐直昇機從高空巡視九龍地區，視察市面情況和警方維持秩序的工作。同日，他於日間時份派出大批警力在九龍佈防和搜捕懷疑滋事份子，騷動到當晚終告平息。
騷動平息以後，港督戴麟趾爵士在5月3日宣佈委任首席按察司何瑾爵士、香港童軍總監羅徵勤、香港大學前校長賴廉士爵士和律師黃秉乾為九龍騷動調查委員會委員，負責就騷動的起因展開調查。在委員會聆訊期間，市政局議員葉錫恩等作供人士多番指責警方對被捕人士採用過份武力，更對部份人士作出嚴刑逼供。不過，伊輔在其他場合向記者回應有關指控時，只強調警察如果不當使用武力，是有違警察訓練的初衷，但對警方有否不當使用武力不置可否。
在1966年8月，伊輔獲傳召向委員會作供，在連日的聆訊中，雖然他反指葉錫恩過往每次向警方作出投訴，都使警方不勝其煩，不過他卻罕有公開承認警隊內確實存在貪污問題，又披露有警官曾經主持駕駛執照考試，在短短三個月內貪污得10萬港元。然而，伊輔也向委員會辯稱，警隊內存在的貪污問題同樣存在於其他政府部門，儘管警隊反貪部每年處理的貪污投訴個案有上升的趨勢，但他認為部份個案的案情涉及警務人員瓜分貪污所得，是中國傳統使然，難有調查結果。警隊內部的貪污問題，要待日後的港督麥理浩爵士在1974年成立總督特派廉政專員公署，才得以逐步肅清。

#### 退休卸任
九龍騷動後不久，港府於1966年8月宣佈伊輔行將屆滿55歲退休年齡，並已提出退休申請，獲得批准。他隨後於同年12月18日正式卸任，旋於翌日早上離港。在離港當日，伊輔與夫人在多名警隊高層和各界人士歡送下，於皇后碼頭登上水警輪橫渡維多利亞港，到九龍尖沙咀海運大廈轉乘「長沙號」郵輪離開。當郵輪開出時，岸上警察銀樂隊還奏出《何日君再來》一曲，而伴隨郵輪的水警輪則同時燃放爆竹歡送。水警輪一直護送「長沙號」郵輪至鯉魚門，然後升起「順風旗」，整個歡送儀式才告終結。伊輔夫婦乘坐郵輪離港後，首先到澳洲和紐西蘭作退休前休假，到1967年3月才正式返回英國定居。
伊輔在警務處處長任內曾數次離港作長期休假，當中包括在1960年12月至1961年8月和1965年2月至8月，每次休假都是由警務處副處長署任他的職務。在1966年12月卸任後，警務處長一職遂由原副警務處長戴磊華接任，而副警務處長則由高級助理警務處長伊達善接任。為表揚伊輔在香港警隊多年來的工作，他在1963年英女皇壽辰授勳名單中獲英廷授予CMG勳銜。

### 晚年生涯
伊輔離開警隊後定居於英格蘭薩塞克斯郡錫福德，退休後的他沉醉於高爾夫球和橋牌，而且一直到80多歲還繼續參與滑雪活動。伊輔在2002年7月29日於薩塞克斯郡病逝，終年90歲。他的喪禮隨後在8月29日正午12時於布萊頓舉行，除了伊輔的家屬外，另一前警務處長伊達善、前副警務處長武毅（Peter Moor）、前助理警務處長史務實（Richard Smallshaw）和前總警司高令時（Dennis Collins）等多名舊部均有出席；至於正借調往漢普郡布林斯山警官學院任教的蘇錦棠警司，也代表香港警隊出席喪禮。

## 個人生活
伊輔在1945年12月娶瓊·米爾翠·克裡徹特（Joan Mildred Critchett）為妻，兩人共有兩子一女。伊輔生前的興趣包括高爾夫球、滑雪和橋牌，並且是錫福德高爾夫球會和英國坎大哈滑雪會（Kandahar Ski Club）會員。

## 榮譽
- 以下列出榮譽全稱及縮寫：^ 
  - 官守太平紳士（J.P.） （1937年[4]）
  -  1939年至1945年星章[3]
  - 太平洋星章[3]
  - 國防獎章[3]
  - 1939年至1945年大戰獎章[3]
  -  殖民地警察勞績獎章（C.P.M.）（1953年6月英女皇加冕授勳名單[14]）
  -  英女皇伊利沙伯二世加冕獎章（1953年6月英女皇加冕授勳名單[7]）
  -  女皇警察獎章（Q.P.M.）（1957年6月英女皇壽辰授勳名單[15]）
  -  聖米迦勒及聖喬治同袍勳章 (C.M.G.)（1963年6月英女皇壽辰授勳名單[40]）

## 注腳
1. 1 2 3 4 5 6 7 8 9 10 11 12 13 14 15 16 17 18  The Times (2002)
2. 1 2 3 4 5  Who's Who (2003)
3. 1 2 3 4 5 6 7 8 9  "Farewell" (Winter 1966), p.27.
4. 1 2  "No. 375", Hong Kong Government Gazette, 28 May 1937.
5. ↑  "No. 530", Hong Kong Government Gazette, 28 March 1937.
6. 1 2  〈前警務處處長伊輔病逝〉（2002年8月21日）
7. 1 2 3 4 5  Luzzatto (1960), p.120.
8. 1 2  The Colonial Office List (1965), p.248.
9. 1 2  〈今日英女皇壽辰授勳名單公佈〉（1957年6月13日）
10. ↑  〈英女皇壽辰授勳名單〉（1963年6月8日）
11. ↑  〈麥士維定明春退休，伊輔繼任警務處處長〉（1958年10月12日）
12. ↑  〈伊輔今日起任署理警務處處長，麥士維即將退休離港〉（1959年4月1日）
13. ↑  〈香港政府昨公佈正式委任，伊輔陞警務處處長，郭伯偉署任財政司〉（1959年4月18日）
14. 1 2  "Supplement to Issue 39863", London Gazette, 26 May 1953, p. 54.
15. 1 2  "Supplement to Issue 41089", London Gazette, 4 June 1957, p. 38.
16. 1 2 3  Miles (1999)
17. ↑  〈警務處處長伊輔承認防蛇仍有漏洞〉（1962年12月19日）
18. 1 2  〈伊輔處長主持元朗警察總部開幕〉（1965年10月21日）
19. ↑  〈長沙灣警察宿舍昨日舉行揭幕禮〉（1960年10月8日）
20. ↑  〈荃灣警察宿舍昨舉行啟用禮〉（1963年7月7日）
21. ↑  〈現役已婚警佐及警員後年底均可獲得宿舍〉（1964年5月7日）
22. ↑  文思成（1994年）
23. ↑  〈警司曾昭科赴英國深造〉（1960年9月13日）
24. 1 2 3  〈傳中共改變原來主意，接納曾昭科解往共區〉（1961年12月1日）
25. ↑  〈曾昭科被扣與政治有關〉（1961年10月8日）
26. ↑  〈曾昭科解大陸〉（1961年12月1日）
27. 1 2  〈英殖民地部拒絕公佈曾昭科案有關內情〉（1962年1月27日）
28. ↑  〈「香港第一諜案」轟動港澳〉（2006年12月26日）
29. 1 2 3 4 5 6 7 8  周奕（2009年）
30. ↑  〈天星小輪董事長堅持小輪要加價〉（1966年4月1日）
31. ↑  〈今晨警務處長伊輔乘飛機視察九龍〉（1966年4月8日）
32. ↑  《調查委員會》（2003年）
33. 1 2  〈警察對示威群眾曾否施用暴力〉（1966年6月3日）
34. 1 2  〈警務處長伊輔作供承認，一警官主持考車牌，三月內貪污十萬元〉（1966年8月16日）
35. ↑  〈伊輔十二月榮休〉（1966年8月10日）
36. 1 2  〈戴磊華升任警務處長，伊輔定期離港〉（1966年12月14日）
37. 1 2 3  〈卸任警務處長，伊輔離港回英〉（1966年12月20日）
38. ↑  〈警務處長伊輔返港〉（1961年8月19日）
39. ↑  〈警務處長伊輔偕眷返英渡假〉（1965年2月24日）
40. 1 2  "Supplement to Issue 43010", London Gazette, 31 May 1963, p. 4.
41. ↑  〈訃文〉（2002年8月21日至2002年9月3日）
42. ↑  Rhodes (2002)
43. 1 2  〈前處長伊輔葬禮英國舉行〉（2002年9月4日至2002年9月17日）

### 中文資料
- 〈今日英女皇壽辰授勳名單公佈〉，《工商日報》第五頁，1957年6月13日。
- 〈麥士維定明春退休，伊輔繼任警務處長〉，《工商日報》第七頁，1958年10月12日。
- 〈伊輔今日起任署理警務處長，麥士維即將退休離港〉，《工商日報》第五頁，1959年4月1日。
- 〈港府昨公佈正式委任，伊輔陞警務處長，郭伯偉署任財政司〉，《工商日報》第六頁，1959年4月18日。
- 〈警司曾昭科赴英國深造〉，《工商日報》第五頁，1960年9月13日。
- 〈長沙灣警察宿舍昨日舉行揭幕禮〉，《工商日報》第六頁，1960年10月8日。
- 〈警務處長伊輔返港〉，《工商日報》第六頁，1961年8月19日。
- 〈曾昭科被扣與政治有關〉，《工商日報》第五頁，1961年10月8日。
- 〈傳中共改變原來主意，接納曾昭科解往共區〉，《工商日報》第五頁，1961年12月1日。
- 〈曾昭科解大陸〉，《工商日報》第五頁，1961年12月1日。
- 〈英殖民地部拒絕公佈曾昭科案有關內情〉，《工商日報》第五頁，1962年1月27日。
- 〈警務處長伊輔承認防蛇仍有漏洞〉，《工商日報》第五頁，1962年12月19日。
- 〈英女皇壽辰授勳名單〉，《工商日報》第五頁，1963年6月8日。
- 〈荃灣警察宿舍昨舉行啟用禮〉，《工商日報》第六頁，1963年7月7日。
- 〈現役已婚警佐及警員後年底均可獲得宿舍〉，《工商日報》第十一頁，1964年5月7日。
- 〈警務處長伊輔偕眷返英渡假〉，《工商日報》第四頁，1965年2月24日。
- 〈伊輔處長主持元朗警察總部開幕〉，《工商日報》第六頁，1965年10月21日。
- 〈天星小輪董事長堅持小輪要加價〉，《大公報》第四版，1966年4月1日。
- 〈今晨警務處長伊輔乘飛機視察九龍〉，《華僑日報》第二張第三頁，1966年4月8日。
- 〈警察對示威群眾曾否施用暴力〉，《工商日報》第五頁，1966年6月3日。
- 〈警務處長伊輔作供承認，一警官主持考車牌，三月內貪污十萬元〉，《工商日報》第四頁，1966年8月16日。
- 〈伊輔十二月榮休〉，《華僑日報》第二張第三頁，1966年8月10日。
- 〈戴磊華升任警務處長，伊輔定期離港〉，《工商日報》第四頁，1966年12月14日。
- 〈卸任警務處長，伊輔離港回英〉，《工商日報》第四頁，1966年12月20日。
- 文思成著，《香港政府與施政架構》。香港：三聯書店，1994年。
- 〈前警務處處長伊輔病逝〉，《成報》A07，2002年8月21日。
- 〈訃文 （页面存档备份，存于）〉，《警聲》第734期 ，2002年8月21日至2002年9月3日。
- 〈前處長伊輔葬禮英國舉行 （页面存档备份，存于）〉，《警聲》第735期 ，2002年9月4日至2002年9月17日。
- 《調查委員會 （页面存档备份，存于）》。香港：立法會秘書處，2003年3月20日。
- 〈「香港第一諜案」轟動港澳 （页面存档备份，存于）〉，《文匯報》，2006年12月26日。
- 周奕著，《香港左派鬥爭史》。香港：利訊出版社，2009年。

### 英文資料
- Edited by Luzzatto, Rola, Hong Kong Who's Who: An Almanac of Personalities and Their History, 1958- 1950. Hong Kong: Ye Olde Printers, 1960.
- "HEATH, Henry Wylde Edwards", The Colonial Office List. Great Britain: H.M.S.O., 1965.
- "Farewell", Hong Kong Police Magazine Vol. XVI No. 4. Hong Kong: Hong Kong Police, Winter 1966, p.27.
- Miles, James, "Obituary: Sir Robin Black", The (London) Independent, 9 November 1999.
- "HEATH, Henry Wylde Edwards", Who's Who. London: A & C Black, 2003.
- Rhodes, Michael, "Henry Wylde Edwards Heath, CMG, QPM, (1912-2002) （页面存档备份，存于）", Google Groups, 31 July 2002.
- "Henry Heath", The Times, 28 September 2002.

## 外部連結
- 前處長伊輔葬禮英國舉行 （页面存档备份，存于），警聲第735期
- 二次大戰後的警隊首長 （页面存档备份，存于），警聲第773期
- Henry Wylde Edward Heath （页面存档备份，存于）, Howes Family Genealogy Pages

| 警職          | 警職                                  | 警職          |
| ------------- | ------------------------------------- | ------------- |
| 前任： 麥士維 | 香港警務處處長 1959年4月 - 1966年12月 | 繼任： 戴磊華 |